# Kie
Kie is een buurtschap in de gemeente Waadhoeke, in de Nederlandse provincie Friesland. De plaats ligt direct ten zuidwesten van Franeker en het Van Harinxmakanaal aan de gelijknamige weg in het postcodegebied van Franeker.

## Geografie
Net ten noorden van Kie lag in de Slachtedijk de keersluis Kiesterzijl. De sluis is inmiddels verdwenen, de buurtschap en een brug bestaan nog. Anno 2024 telt de buurtschap Kie een zevental adressen. De buurschap heeft geen eigen plaatsnaambord.

## Geschiedenis
De plaats Kie is een hoger gelegen boerderijplaats. De Nieuwe Encyclopedie van Fryslân noemt Kie een kleine terpnederzetting, hoewel in de plaats zelf geen terp is gevonden.
Kie was oorspronkelijk onderdeel van Herbaijum en lag in de grietenij Franekeradeel. Het bestuur van Franekeradeel lag in handen van een grietman, bijgestaan door een aantal mede-rechters. Ze werden gekozen voor één jaar en de functies rouleerden volgens een vast systeem: de rechtsomgang. Kiesgerechtigd waren eigenaren van een boerenhoeve met bijbehorend land. Zo werd in 1407 Sibet van Kee de grietman van Franekeradeel en in 1410 was hij rechter.
Toen de stad Franeker zich in 1474 losmaakte van Franekeradeel bleven dertien dorpen (waaronder de buurtschap Kie) als Franeker Uitburen bij Franekeradeel. In 1531 sloten ze zich alsnog aan bij de stad. In 1514 bestond Kie uit vier boerderijen. Van de huidige bebouwing stamt de oudste boerderij volgens de gevelsteen uit 1700. 
De plaats werd vermeld als Kee, of Ke en Liteka kee in de 15 eeuw en als Lutke kie, Kye, Kije in de 16 eeuw en als Kie vanaf de 17e eeuw. De plaatsnaam zou een afgeleide zijn van het Oudfriese woord kîth(e) of Kêthe, dat erfgoed of familie(bezit) betekent.

### Ontwikkelingen in de 20e en 21e eeuw
In 1921 werden de traditionele windmolens in Kie vervangen door een Amerikaanse windmolen, die op zijn beurt in 1961 werd vervangen door een motorgemaal, dat dienst deed tot 1973. Aan het spoor stond sinds 1869 een spoorwachterswoning (wachtpost 8). Tijdens de Duitse bezetting van Nederland werd de spoorwachtersfunctie hier opgeheven.
Aan de oostkant van Kie werd in het begin van de 21e eeuw bedrijventerrein Kie aangelegd. In 2018 werd er tussen dit bedrijventerrein en de buurtschap Kie een zonnepark aangelegd, Zonnepark de Kie.

## Kaatser
Een belangrijke winnaar van de sportklassieker en belangrijkste kaatswedstrijd, de PC werd geboren in Kie. In 1883 werd voor het eerst een zilveren koningsbal uitgereikt aan de winnaar, dat was de in 1845 geboren kaatser Auke Miedema.
Steden, dorpen en gehuchten: Achlum · Baijum · Beetgum · Beetgumermolen · Berlikum · Blessum · Boer · Boksum · Deinum · Dongjum · Dronrijp · Engelum · Firdgum · Franeker · Herbaijum · Hitzum · Klooster-Lidlum · Marssum · Menaldum · Minnertsga · Nij Altoenae · Oosterbierum · Oudebildtzijl · Peins · Pietersbierum · Ried · Ritsumazijl · Schalsum · Schingen · Sexbierum · Sint Annaparochie · Sint Jacobiparochie · Slappeterp · Spannum · Tzum · Tzummarum · Vrouwenparochie · Welsrijp · Westhoek · Wier · Winsum · Zweins

Buurtschappen: Arkens · Bonkwerd · Dijkshoek · Doijum · Fatum · Hatsum · Hemmemabuurt · Het Hooghout · Kie · Kiesterzijl · Kingmatille · Klooster Anjum · Koehool · Laakwerd · Lutjelollum · Miedum · Nieuwebildtzijl · Oosterend · Oosthoek · Rewerd (deels) · Roptazijl (deels) · Salverd · Schildum · Sopsum · Stad Niks · Tolsum · Tritzum · Tjeppenboer · Vrouwbuurtstermolen (deels) ·  Weakens · Westerend · Zwarte Haan

Voormalige buurtschappen: Barrum · De Kampen · De Poelen · De Vlaren · Dijksterhuizen · Franjumerburen · Holprijp · Koum · Langwerd · Teetlum · Memerd · War 

Friesland: Steden en dorpen      Nederland: Provincies · Gemeenten